# Petite rivière Manouane
Pour les articles homonymes, voir Manouane.
La Petite rivière Manouane est un affluent de la rivière Manouane, coulant dans le territoire non organisé de Mont-Valin, dans la municipalité régionale de comté du Fjord-du-Saguenay, dans la région administrative de Saguenay–Lac-Saint-Jean, dans la province de Québec, au Canada.
Le bassin versant de la Petite rivière Manouane est desservie par la route forestière R0252 qui remonte vers le Nord entre la rivière Péribonka et la Petite rivière Manouane ; quelques routes secondaires desservent la zone pour les besoins de la foresterie et des activités récréotouristiques.
La foresterie constitue la principale activité économique du secteur ; les activités récréotouristiques, en second.
La surface de la Petite rivière Manouane est habituellement gelée de la fin novembre au début avril, toutefois la circulation sécuritaire sur la glace se fait généralement de la mi-décembre à la fin mars.

## Géographie
Les principaux bassins versants voisins de la Petite rivière Manouane sont :
- côté Nord : lac Manouane ;
- côté Est : rivière Durfort, rivière Manouane, ruisseau Milot, lac de la Radio ;
- côté Sud : rivière Manouane, lac Duhamel, ruisseau Boisvert, rivière Houlière, rivière Alma, rivière du Portage ;
- côté Ouest : lac Péribonka, rivière Péribonka, rivière Duhamel, rivière à la Carpe, lac Villenaud, lac Éluard, ruisseau du Blaireau.

La Petite rivière Manouane prend sa source d’un petit lac non identifié (altitude : 617 m). Cette source est située dans le territoire non organisé de Mont-Valin à :
- 2,5 km à l’Ouest du fond d’une baie du lac Manouane ;
- 37,8 km à l’Est du cours de la rivière Péribonka ;
- 10,0 km au Nord-Est du lac Villenaud ;
- 79,3 km au Nord du barrage à l’embouchure du lac Péribonka ;
- 67,6 km au Nord-Ouest d’une baie du Nord-Ouest du réservoir Pipmuacan (confluence de la rivière aux Hirondelles) ;
- 63,6 km au Nord de l’embouchure de la Petite rivière Manouane (confluence avec la rivière Manouane)[2],[3].

À partir de sa source, la Petite rivière Manouane coule sur 82 km, entièrement en zone forestière, selon les segments suivants :
Cours supérieur de la Petite rivière Manouane (segment de 23,0 km)
- 18 km vers le Sud-Est notamment en traversant le lac Cerf-Volant (longueur : 2,1 km ; altitude : 481 m) sur sa pleine longueur, jusqu’à son embouchure, il reçoit les eaux du lac Marthe qui se déverse aussi dans le lac Manouane ;
- 8,6 km vers le Sud en recueillant un ruisseau (venant de l’Ouest) et en traversant notamment un lac non identifié (longueur : 2,4 km en forme de triangle ; altitude : 476 m) sur sa pleine longueur, jusqu’à la rive Nord d’un lac non identifié. Note : ce point correspond aussi à la confluence du ruisseau Pieuvre (venant du Nord-Est) ;
- 5,2 km vers le Sud en traversant un lac (altitude : 439 m) sur sa pleine longueur dans une vallée encaissée jusqu’à son embouchure. Note : ce lac formé par un élargissement de la rivière reçoit du Nord-Est le ruisseau Pieuvre et le ruisseau Anchois ;

Cours intermédiaire de la Petite rivière Manouane (segment de 11,1 km)
- 6,0 km vers le Sud-Ouest dans une vallée encaissée et relativement en ligne droite jusqu’au ruisseau de l’Antenne (venant du Nord-Ouest) ;
- 4,6 km vers le Sud jusqu’à la décharge (venant du Nord-Ouest) d’un ensemble de lacs non identifiés ;
- 4,5 km vers le Sud au pied des montagnes de l’Est en recueillant la décharge (venant du Nord-Ouest) d’un ruisseau non identifié, jusqu’au ruisseau aux Maringouins (venant du Nord-Ouest) ;

Cours inférieur de la Petite rivière Manouane (segment de 25,3 km)
- 16,4 km vers le Sud notamment en recueillant la décharge (venant de l’Ouest) de deux lacs non identifiés et une deuxième décharge (venant de l’Ouest) de deux lacs non identifiés, jusqu’à la décharge (venant du Nord-Est) d’un lac non identifié ;
- 2,2 km vers le Sud en serpentant jusqu’à la confluence de la rivière Durfort (venant du Nord-Est) (50° 00′ 32″ N, 70° 53′ 15″ O) ;
- 5,8 km vers le Sud en serpentant jusqu’à la confluence de la rivière Duhamel (venant de l’Ouest) ;
- 0,9 km vers le Sud en ligne droite, jusqu’à son embouchure 49° 58′ 19″ N, 70° 53′ 55″ O)[2].

La Petite rivière Manouane se déverse dans un coude de rivière sur la rive Nord de la rivière Manouane (lac Duhamel), à :
- 27,0 km au Nord-Est de l’embouchure du lac Péribonka lequel est traversé vers le Sud-Est par la rivière Péribonka ;
- 31,8 km au Sud-Ouest d’une baie de la partie Nord-Ouest du réservoir Pipmuacan ;
- 71,4 km au Nord-Ouest du barrage à l’embouchure du lac Pamouscachiou (faisant partie du réservoir Pipmuacan) ;
- 55,3 km au Nord-Est de l’embouchure de la rivière Manouane ;
- 161,8 km au Nord de l’embouchure de la rivière Péribonka (confluence avec le lac Saint-Jean)[2]

À partir de l’embouchure de la Petite rivière Manouane, le courant descend sur 63,7 km le cours de la rivière Manouane, sur 76,7 km le cours de la rivière Péribonka vers le Sud jusqu’à son embouchure, traverse sur 29,3 km vers l’Est le lac Saint-Jean, puis emprunte le cours de la rivière Saguenay vers l’Est sur 160 km jusqu'à la hauteur de Tadoussac où il conflue avec le fleuve Saint-Laurent.

## Toponymie
Le toponyme de Petite rivière Manouane a été officialisé le 5 décembre 1968 à la Banque des noms de lieux de la Commission de toponymie du Québec.